# Luci Aureli Cota (cònsol 144 aC)
Luci Aureli Cota (en llatí: Lucius Aurelius Cotta) va ser tribú de la plebs el 154 aC, i atès el caràcter inviolable d'aquesta magistratura va refusar de pagar als seus creditors. Els seus col·legues van haver de declarar que si no pagava als seus creditors els donarien suport en la seva denúncia.
El 144 aC va ser cònsol juntament amb Servi Sulpici Galba al que va disputar al Senat Romà el comandament de les forces enviades contra el lusità Viriat a Hispania. Finalment Escipió Emilià va proposar un decret pel qual cap dels dos dirigiria la guerra, i es prorrogava el comandament del procònsol Quint Fabi Màxim Emilià, decret que va ser aprovat.
Poc després Cota va ser acusat per Escipió Emilià per actes d'injustícia i encara que sembla que n'era culpable, els jutges el van absoldre, perquè no semblés que Cota era condemnat per la influència del seu acusador. El va defensar Quint Cecili Metel Macedònic. Ciceró afirma que Cota era considerada un veterator, és a dir, un home astut en la gestió dels seus propis assumptes.